# Права студентів в Україні
Освіта людини – система набуття знань, умінь, навичок, здатностей та компетентностей, отримання яких створює передумови для розвитку і благополуччя людини та прогресу суспільства.  У сучасному інформаційному світі пріоритетом освіти стає не тільки отримання знань у певній галузі науки і техніки, а що найважливіше, формування здатностей в першу чергу: на пізнавальному та репродуктивному рівні – здобувати та відтворювати знання; на алгоритмічному рівні – самостійно здійснювати інтегративний аналіз здобутої інформації та ефективно використовувати такий аналіз в практичній діяльності; на евристичному рівні - здійснювати евристичний пошук нових здобутків науки; на творчому рівні - самостійно продукувати нові ідеї та використовувати їх для розв’язання нестандартних завдань та проблемних ситуацій.  
Громадяни України мають право безоплатно здобувати вищу освіту в державних і комунальних закладах вищої освіти на конкурсній основі, якщо певний ступінь вищої освіти громадянин здобуває вперше за рахунок коштів державного або місцевого бюджету, а також в інших випадках, передбачених законодавством.
Важливою гарантією забезпечення права на освіту є засадничі законодавчі положення:
а) ч. 1 ст. 78  Закону України «Про освіту», де визначено, що держава забезпечує асигнування на освіту в розмірі не менше ніж 7 відсотків валового внутрішнього продукту за рахунок коштів державного, місцевих бюджетів та інших джерел фінансування, не заборонених законодавством;
б) ч. 4 ст. 80 Закону України «Про освіту», де визначено, що  об’єкти та майно державних і комунальних закладів освіти не підлягають приватизації чи використанню для провадження видів діяльності, не передбачених спеціальними законами, крім надання в оренду з метою надання послуг, які не можуть бути забезпечені безпосередньо закладами освіти, пов’язаних із забезпеченням освітнього процесу або обслуговуванням учасників освітнього процесу, з урахуванням визначення уповноваженим органом управління можливості користування державним або комунальним нерухомим майном відповідно до законодавства.
Комплекс прав студентів в Україні визначений нормативно-правовою основою до осіб які навчаються у вищих навчальних закладах.  

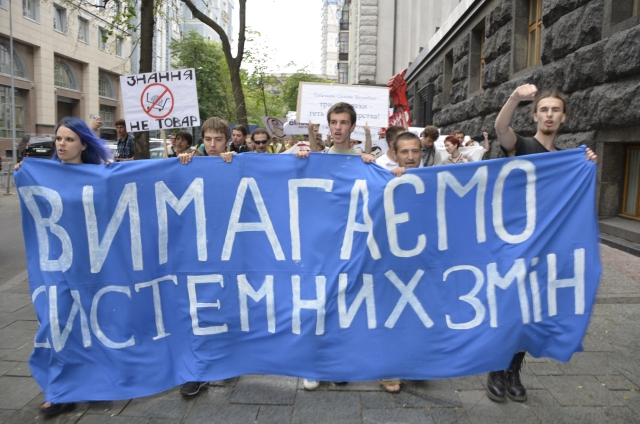
25 травня 2011 року українські студенти вийшли на вулицю з транспорантами та гаслами, аби таким чином запобігти прийняттю закону «Про вищу освіту». Київ

## Права
В забезпеченні якісної освіти важливо роль відіграє синергетичне поєднання забезпечення високого рівня  освітянського процесу з  правами студентів та гарантіями їх реалізації. 
Відповідно до ст. 62  Закону України «Про вищу освіту», особи, які навчаються у закладах вищої освіти, мають право на:
1) вибір форми навчання під час вступу до закладу вищої освіти;
2) безпечні і нешкідливі умови навчання, праці та побуту;
3) трудову діяльність у позанавчальний час (крім здобувачів вищої освіти вищих військових навчальних закладів, закладів вищої освіти із специфічними умовами навчання, військових навчальних підрозділів закладів вищої освіти, яким присвоєно військове або спеціальне звання);
4) додаткову оплачувану відпустку у зв’язку з навчанням за основним місцем роботи, скорочений робочий час та інші пільги, передбачені законодавством для осіб, які поєднують роботу з навчанням;

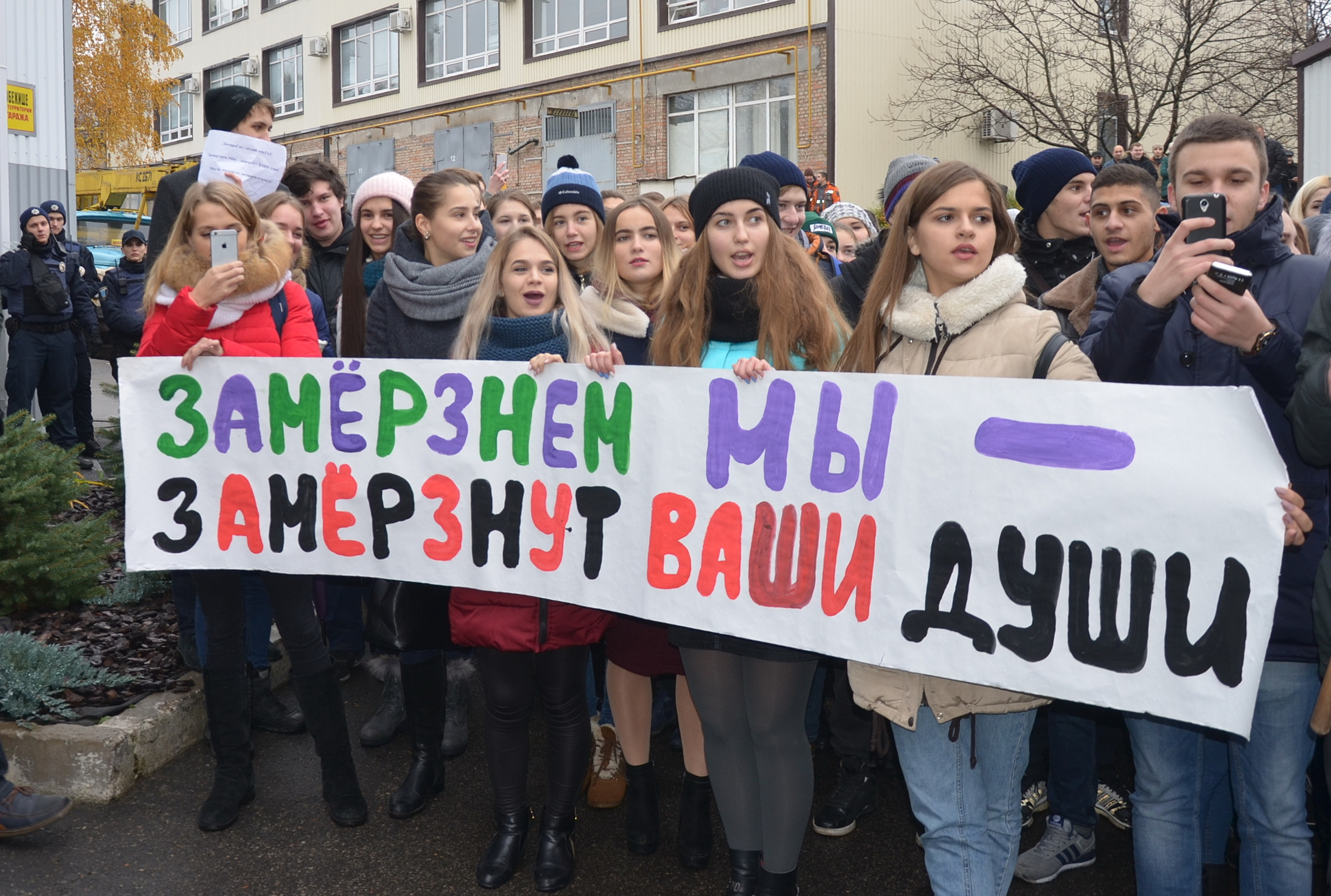
Студенти з вимогами до "Дніпрогазу"

5) безоплатне користування бібліотеками, музеями, інформаційними  ресурсами та фондами, навчальною, науковою та спортивною базами закладу вищої освіти;
6) безоплатне забезпечення  інформацією для навчання у доступних форматах з використанням технологій, що враховують обмеження життєдіяльності, зумовлені станом здоров’я (для осіб з особливими освітніми потребами);
7) користування виробничою, культурно-освітньою, побутовою, оздоровчою базами закладу вищої освіти у порядку, передбаченому статутом закладу вищої освіти;
8) забезпечення  студентським  гуртожитком та цілодобовим доступом до нього на строк навчання у порядку, встановленому законодавством;
9) участь у науково-дослідних,  науково-дослідницьких роботах студентів у вищій школі, дослідно-конструкторських роботах, конференціях, симпозіумах, виставках, конкурсах, представлення своїх робіт для публікації;
10) участь у заходах з освітньої, наукової, науково-дослідної, спортивної, мистецької, громадської діяльності, що проводяться в Україні та за кордоном, у встановленому законодавством порядку;
11) участь в обговоренні та вирішенні питань удосконалення навчального процесу, науково-дослідної роботи, призначення стипендій, організації дозвілля, побуту, оздоровлення;
12) внесення пропозицій щодо умов і розміру плати за навчання;
13) участь у громадських об’єднаннях;
14) участь у діяльності органів громадського самоврядування закладу вищої освіти, інститутів, факультетів, відділень, вченої ради закладу вищої освіти, органів студентського самоврядування;
15) вибір навчальних дисциплін у межах, передбачених відповідною освітньою програмою та навчальним планом, в обсязі, що становить не менш як 25 відсотків загальної кількості кредитів ЄКТС, передбачених для даного рівня вищої освіти. При цьому здобувачі певного рівня вищої освіти мають право вибирати навчальні дисципліни, що пропонуються для інших рівнів вищої освіти, за погодженням з керівником відповідного факультету чи підрозділу;
16) навчання одночасно за декількома освітніми програмами, а також у декількох закладах вищої освіти, за умови отримання тільки однієї вищої освіти за кожним ступенем за кошти державного (місцевого) бюджету;
17) академічну мобільність, у тому числі міжнародну;
18) отримання соціальної допомоги у випадках, встановлених законодавством;
19) зарахування до страхового стажу відповідно до Закону України "Про загальнообов’язкове державне пенсійне страхування" періодів навчання на денній формі навчання у закладах вищої освіти, аспірантурі, докторантурі, інтернатурі, резидентурі, за умови добровільної сплати страхових внесків;
20) академічну відпустку  або перерву в навчанні із збереженням окремих прав здобувача вищої освіти, а також на поновлення навчання у порядку, встановленому центральним органом виконавчої влади у сфері освіти і науки; 
21) участь у формуванні індивідуального навчального плану;
22) моральне та/або матеріальне заохочення за успіхи у навчанні, науково-дослідній і громадській роботі, за мистецькі та спортивні досягнення тощо;
23) захист від будь-яких форм експлуатації, фізичного та психічного насильства;
24) безоплатне проходження практики на підприємствах, в установах, закладах та організаціях, а також на оплату праці під час виконання виробничих функцій згідно із законодавством;
25) канікулярну відпустку тривалістю не менш як вісім календарних тижнів на навчальний рік (для здобувачів вищої освіти вищих військових навчальних закладів, закладів вищої освіти із специфічними умовами навчання, військових навчальних підрозділів закладів вищої освіти, яким присвоєно військове або спеціальне звання, тривалість визначається державним органом, до сфери управління якого належать відповідні вищі військові навчальні заклади, заклади вищої освіти із специфічними умовами навчання чи військові навчальні підрозділи закладів вищої освіти);
26) отримання цільових пільгових державних кредитів для здобуття вищої освіти у порядку, визначеному Кабінетом Міністрів України;
27) оскарження дій органів управління закладу вищої освіти та їх посадових осіб, педагогічних і науково-педагогічних працівників;
28) спеціальний навчально-реабілітаційний супровід та вільний доступ до інфраструктури закладу вищої освіти відповідно до медико-соціальних показань за наявності обмежень життєдіяльності, зумовлених станом здоров’я.
2. Особи, які навчаються у закладах вищої освіти за денною формою навчання за рахунок коштів державного або місцевих бюджетів, мають право на отримання академічних та соціальних стипендій у встановленому законодавством порядку.
3. Особи, які навчаються у закладах вищої освіти за денною формою навчання, можуть отримувати інші стипендії, призначені фізичними (юридичними) особами.
4. Соціальні стипендії призначаються студентам (курсантам) закладу вищої освіти в порядку, встановленому Кабінетом Міністрів України.
Студенти (курсанти) закладу вищої освіти з числа дітей-сиріт та дітей, позбавлених батьківського піклування, а також студенти (курсанти) закладу вищої освіти, які в період навчання у віці від 18 до 23 років залишилися без батьків, мають гарантоване право на отримання соціальної стипендії, у тому числі у разі отримання академічної стипендії.
Академічні стипендії призначаються особам, які досягли значних успіхів у навчанні та/або науковій діяльності згідно з критеріями, встановленими Кабінетом Міністрів України. Частка студентів (курсантів), які мають право на отримання академічних стипендій, встановлюється вченою радою закладу вищої освіти у межах визначеного Кабінетом Міністрів України загального відсотка студентів (курсантів), які мають право на отримання академічних стипендій, та стипендіального фонду.
Студентам (курсантам) закладів вищої освіти, які мають право на отримання соціальної стипендії і набувають право на отримання академічної стипендії, надається один вид стипендії за їхнім вибором.
5. Розмір академічної та соціальної стипендій, порядок їх призначення і виплати встановлюються Кабінетом Міністрів України.
6. Для студентів (курсантів), які навчаються за гостродефіцитними спеціальностями (спеціалізаціями) (у галузях знань освіта, математичні, природничі, технічні науки), встановлюється підвищений розмір академічної стипендії. Перелік таких спеціальностей (спеціалізацій) та розмір підвищення визначаються Кабінетом Міністрів України.
9. Здобувачі вищої освіти, які навчаються у закладах вищої освіти за денною формою навчання, мають право на пільговий проїзд у транспорті у порядку, встановленому Кабінетом Міністрів України.
10. Студенти, курсанти закладів вищої освіти мають право на отримання студентського квитка, зразок якого затверджується центральним органом виконавчої влади у сфері освіти і науки.
Реалізації прав студентів  сприяє студентське самоврядування, яке є невід’ємною частиною громадського самоврядування відповідних навчальних закладів.
Студентське самоврядування - це право і можливість студентів (курсантів, крім курсантів-військовослужбовців) вирішувати питання навчання і побуту, захисту прав та інтересів студентів, а також брати участь в управлінні закладом вищої освіти.
Студентське самоврядування об’єднує всіх студентів (курсантів, крім курсантів-військовослужбовців) відповідного закладу вищої освіти. Усі студенти (курсанти), які навчаються у закладі вищої освіти, мають рівні права та можуть обиратися та бути обраними в робочі, дорадчі, виборні та інші органи студентського самоврядування.
Студентське самоврядування забезпечує захист прав та інтересів студентів (курсантів) та їх участь в управлінні закладом вищої освіти. Студентське самоврядування здійснюється студентами (курсантами) безпосередньо і через органи студентського самоврядування, які обираються шляхом прямого таємного голосування студентів (курсантів).
Органи студентського самоврядування, відповідно до положень ст. 40 Закону України «Про вищу освіту»:
1) беруть участь в управлінні закладом вищої освіти у порядку, встановленому цим Законом та статутом закладу вищої освіти;
2) беруть участь в обговоренні та вирішенні питань удосконалення освітнього процесу, науково-дослідної роботи, призначення стипендій, організації дозвілля, оздоровлення, побуту та харчування;
3) проводять організаційні, просвітницькі, наукові, спортивні, оздоровчі та інші заходи;
4) беруть участь у заходах (процесах) щодо забезпечення якості вищої освіти;
5) захищають права та інтереси студентів (курсантів), які навчаються у закладі вищої освіти;
6) делегують своїх представників до робочих, консультативно-дорадчих органів;
7) приймають акти, що регламентують їх організацію та діяльність;
8) беруть участь у вирішенні питань забезпечення належних побутових умов проживання студентів у гуртожитках та організації харчування студентів;
9) розпоряджаються коштами та іншим майном, що перебувають на балансі та банківських рахунках органів студентського самоврядування;
10) вносять пропозиції щодо змісту навчальних планів і програм;
11) вносять пропозиції щодо розвитку матеріальної бази закладу вищої освіти, у тому числі з питань, що стосуються побуту та відпочинку студентів;
12) мають право оголошувати акції протесту;
13) виконують інші функції, передбачені цим Законом та положенням про студентське самоврядування закладу вищої освіти.
За погодженням з органом студентського самоврядування закладу вищої освіти приймаються рішення про:
1) відрахування студентів (курсантів) з закладу вищої освіти та їх поновлення на навчання;
2) переведення осіб, які навчаються у закладі вищої освіти за державним замовленням, на навчання за контрактом за рахунок коштів фізичних (юридичних) осіб;
3) переведення осіб, які навчаються у закладі вищої освіти за рахунок коштів фізичних (юридичних) осіб, на навчання за державним замовленням;
4) призначення заступника декана факультету, заступника директора інституту, заступника керівника закладу вищої освіти;
5) поселення осіб, які навчаються у закладі вищої освіти, у гуртожиток і виселення їх із гуртожитку;
6) затвердження правил внутрішнього розпорядку закладу вищої освіти в частині, що стосується осіб, які навчаються;
7) діяльність студентських містечок та гуртожитків для проживання осіб, які навчаються у закладі вищої освіти.
7. Вищим органом студентського самоврядування є загальні збори (конференція) студентів (курсантів), які:
1) ухвалюють положення про студентське самоврядування закладу вищої освіти, визначають структуру, повноваження та порядок проведення прямих таємних виборів представницьких та виконавчих органів студентського самоврядування;
2) заслуховують звіти представницьких, виконавчих і контрольно-ревізійних органів студентського самоврядування, дають їм відповідну оцінку;
3) затверджують процедуру використання майна та коштів органів студентського самоврядування, підтримки студентських ініціатив на конкурсних засадах;
4) затверджують річний кошторис витрат (бюджет) органів студентського самоврядування, вносять до нього зміни та доповнення, заслуховують звіт про його виконання;
5) обирають контрольно-ревізійну комісію з числа студентів (курсантів) для здійснення поточного контролю за станом використання майна та виконання бюджету органів студентського самоврядування.
Адміністрація закладу вищої освіти не має права втручатися в діяльність органів студентського самоврядування.
Керівник закладу вищої освіти забезпечує належні умови для діяльності органів студентського самоврядування (надає приміщення, меблі, оргтехніку, забезпечує телефонним зв’язком, постійним доступом до Інтернету, відводить місця для встановлення інформаційних стендів тощо), про що укладається відповідна угода.
Порушенням права студентів на освіту нерідко стають факти свавілля з боку інституцій енергозабезпечення. 10 листопада  2017 року студенти Університету митної справи та фінансів  під керівництвом органів студентського самоврядування вийшли на мітинг до офісу «Дніпрогаз» з вимогою в подати оплачений вузом обсяг газу  для забезпечення опалювального сезону в стінах вузу. Проблема була вирішена лише після втручання Міністра освіти і науки.

## Гуртожитки

### Поселення в студентські гуртожитки
Процедура поселення та виселення студентів регулюється внутрішнім положенням гуртожитку.

### Доступ до студентських гуртожитків
Обмеження доступу студентів чи мешканців до гуртожитку з будь-якої години є невідповідним дійством, та порушують законні права осіб, які навчаються та проживають у гуртожитках, дане дійство суперечать Конституції України, статті 9 Житлового кодексу Української РСР, де зазначено те, що є врегулювання будь-якої форми обмеження є забороненим. Внутрішньо-правовим положенням про гуртожиток визначає критерії доступу, разом з тими воно не є вище Житлового кодексу та інших нормативно-правових актів.

### Встановлення плати за гуртожиток
Розмір плати за проживання не може перевищувати граничні розміри плати за проживання в студентських гуртожитках вищих навчальних закладів та встановлюється керівником відповідного вищого навчального закладу і розраховується відповідно до Порядку надання інших платних послуг державними та комунальними навчальними закладами виходячи з нормативу житлової площі на кожного мешканця, встановленого згідно з проектною документацією при будівництві гуртожитку, та розрахункового коефіцієнта загальної площі, що припадає на кожного мешканця гуртожитку.

### Порушення прав студентів щодо гуртожитків
Неодноразові порушення прав студентів пов'язані з відсутністю цілодобового доступу до гуртожитків. Це пов'язано через архаїчність та радянську традицію працівників гуртожитків, або керівництва вищого навчального закладу.
У лютому 2012 році Міністрі освіти і науки Дмитро Табачник заявив те, що студентів зобов'язані пускати після 23:00 години. Щодо порушення прав, заявлено наступне:
| Я видав наказ, що гуртожиток є таким же житлом і жоден ректор не має права забороняти студентам, які працюють, чергують вночі, когось проводжають пускати до гуртожитку після 22, 23 годин. |
| Є устав гуртожитку і не повинно бути самодурства ректора чи коменданта, якому зручніше когось не пускати. |
Після Революції Гідності, де рушійною силою стало студентство. Ситуація продовжує набувати тих самих рис. Міністр освіти і науки Сергій Квіт підписав лист на рахунок скасування так званої комендатської години.
| У зв’язку з численними зверненнями студентів вищих навчальних закладів та громадських організацій просимо Вас невідкладно переглянути внутрішні нормативні документи вищого навчального закладу, які регламентують проживання студентів в гуртожитках, а саме у частині, яка стосується цілодобового безперешкодного доступу до приміщень студентських гуртожитків та забезпечити особам, які в них проживають таке право |
Водночас повідомлено, про унеможливість зловживання адміністрацією власного трактування прав студентів.

## Нормативно-правова основа прав студентів
Конституція України : прийнята Верховною Радою України 28 червня 1996 р. Відомості Верховної Ради України. 1996. № 30. Ст. 141.Зі змінами, внесеними згідно із законами України . URL:  https://zakon.rada.gov.ua/laws/show/254к/96-вр
Конвенція про захист прав людини і основоположних свобод . Зі змінами та доповненнями, внесеними Протоколом № 11 від 11 травня 1994 року, Протоколом № 14 від 13 травня 2004 року - Протокол № 16 від 02.10.2013. Конвенцію ратифіковано законом № 475/97-ВР від 17.07.97. Офіційний вісник України. 1998. №13. URL:  https://zakon.rada.gov.ua/laws/show/995_004
Міжнародний пакт про економічні, соціальні і культурні права. Прийнятий 16 грудня 1966 року Генеральною Асамблеєю ООН.
Конвенція ООН про боротьбу з дискримінацією в галузі освіти від 14 грудня 1960 року.
Закон України «Про освіту» (2017)
Закон України «Про вищу освіту» (2014)
Закон України «Про авторське право і суміжні права» (2022)
Закон України «Про видавничу справу»
Закон України «Про наукову і науково-технічну діяльність» (2015)
Закон України «Про культуру». Відомості Верховної Ради України. 2011. № 24. ст.168. Із змінами, внесеними згідно із законами України № 4731-VI від 17.05.2012, ВВР, 2013, № 15, ст.98  - № 1724-IX від 08.09.2021. URL:  https://zakon.rada.gov.ua/laws/main/2778-17#Text
Закон України від 2 листопада 2021 року № 1838-IX «Про внесення змін до деяких законів України щодо функціонування Національного агентства із забезпечення якості вищої освіти». URL:  https://zakon.rada.gov.ua/laws/show/1838-20#Text
Порядок присудження та позбавлення наукового ступеня доктора наук. Затверджено Постановою Кабінету Міністрів України від 17 листопада 2021 р. № 1197. Урядовий кур'єр. 2021. № 225. URL: https://zakon.rada.gov.ua/laws/show/1197-2021-п#Text
Національна стратегія прав людини. Затверджена Указом Президента України від 24 березня 2021 року № 119/2021. URL:  https://zakon.rada.gov.ua/laws/show/119/2021#Text
Стратегія людського розвитку. Затверджена Указом Президента України від 2 червня 2021 року № 225/2021. Офіційний вісник України. 2021. № 45. С. 14. Ст. 2758. URL: https://zakon.rada.gov.ua/laws/show/225/2021#n11

## Рекомендована література
Ломжець Ю.В. Права людини та їх захист у сучасних реаліях: навчальний посібник. Київ : ОЛДІ-ПЛЮС, 2020. 208 с.
Освітологія: хрестоматія: Навч. посібник для студентів вищих навчальних закладів / Укладачі: Огнев’юк В.О., Сисоєва С.О.  К.: ВП «Едельвейс», 2013. 728 с
Права людини в національному та європейському контекстах: підручник / Н.І. Петрецька та ін.; за заг. ред. Н.І. Петрецької, Ю.М. Бисаги.  Ужгород: Видавничий дім “Гельветика”, 2018.  482 с.
Тертишник В. М. Конституція України. Науково-практичний коментар. Вид. 2-ге, доповн. і перероб. Київ: Алерта, 2023.  430 с. . ISBN 978-617-566-780-4
Тертишник В. М. Права і свободи людини. Київ: Алерта, 2022. 432 с.  ISBN 978-617-566-725-5
Чижмарь К.І., Лавринович О.В. Конституція України. Науково-практичний коментар. Київ: Видавничий дім "Професіонал", 2021. 290 с.